# Folasade Ogunsola
Folasade Tolulope Ogunola (sinh năm 1958) là giáo sư vi sinh y học Nigeria. Cô ấy chuyên kiểm soát dịch bệnh, đặc biệt là HIV/AIDS. Ogunola cũng là người khiêu khích trước đây của Đại học Y, Đại học Lagos và được coi là người phụ nữ đầu tiên chiếm vị trí này. Bà giữ vai trò Phó hiệu trưởng (dịch vụ phát triển) của tổ chức kể từ năm 2017.

## Giáo dục và cuộc sống ban đầu
Khi còn là một đứa trẻ, Ogunola bắt chước các học viên y tế bằng cách sử dụng búp bê làm bệnh nhân, đồng thời chăm sóc y tế cho họ. Trong khoảng thời gian 1974-82, Ogunola có được tấm bằng đầu tiên của mình từ Đại học Ife. Bà có bằng thạc sĩ tại Đại học Y khoa, Đại học Lagos, sau đó tiếp tục học tiến sĩ tại Đại học Wales trong giai đoạn 1992-97.

## Nghề nghiệp
Ogunola là người chứng minh của Đại học Y khoa, Đại học Lagos. Các lĩnh vực nghiên cứu của cô đã tập trung vào việc điều chỉnh và quản lý các bệnh do virus, đặc biệt là HIV. Bà là điều tra viên chính của Sáng kiến phòng chống AIDS ở Nigeria (APIN) tại Đại học Lagos. Cô cũng từng là chủ tịch của Ủy ban kiểm soát nhiễm trùng của Bệnh viện giảng dạy Đại học Lagos. Ngoài ra, bà là chủ tịch của Hiệp hội Cao đẳng Y khoa Quốc gia ở Nigeria.
Năm 2018, bà bày tỏ lo ngại về phòng chống dịch bệnh ở Nigeria. Bà xác định vệ sinh kém và lạm dụng kháng sinh là những biện pháp thúc đẩy kháng thuốc chống vi trùng. Cung cấp một giải pháp, bà ấy duy trì rằng "các chương trình và cơ sở hạ tầng và phòng chống nhiễm trùng (IPC) bền vững nên được xây dựng xung quanh một bộ các thành phần cốt lõi bao gồm hướng dẫn, đào tạo, giám sát, chiến lược đa phương thức để thực hiện IPC, giám sát và đánh giá những người khác". Phát biểu trong một phiên họp với giới truyền thông, bà giải thích rằng giải pháp giảm tỷ lệ thất nghiệp 58% là cho sinh viên tốt nghiệp Nigeria bắt đầu đổi mới ý tưởng sẽ nâng cao cuộc sống của con người. Bà cũng lưu ý rằng kiến thức tự nó không đủ, nhưng ứng dụng của nó theo cách phù hợp để nhân loại tốt hơn và nâng cao đời sống của người khác là điều mà giới trẻ nên quan tâm.